# Paszęcin
Paszęcin [paˈʂɛnt͡ɕin] (tiếng Đức: Passentin) là một ngôi làng thuộc khu hành chính của Gmina Rąbino, thuộc quận Świdwin, West Pomeranian Voivodeship, ở phía tây bắc Ba Lan. Nó nằm khoảng 4 kilômét (2 mi)   phía đông nam Rbino, 15 km (9 mi) về phía đông bắc của Świdwin và 103 km (64 mi) về phía đông bắc của thủ đô khu vực Szczecin.
Trước năm 1945, khu vực này là một phần của Đức. Đối với lịch sử của khu vực, xem Lịch sử của Pomerania.
Ngôi làng có dân số 210 người.